# Менца, Ник
Ник Менца (англ. Nick Menza; 23 июля 1964, Мюнхен — 21 мая 2016, Лос-Анджелес) — американский барабанщик, наиболее известный по своей работе с трэш-метал-группой Megadeth и по сотрудничеству с гитаристом Марти Фридманом. Также являлся участником группы Memorain и сольного проекта Menza.
Занял 52 место в списке 100 величайших барабанщиков рока по версии сайта DigitalDreamDoor.com.

## Ранние годы
Сын Дона Менцы (известного по игре на саксофоне в главной теме фильма Розовая пантера).
Играть на барабанах начал в возрасте двух лет, когда на концерте во время антракта его посадили за барабаны Джека Деджонетта.
Его обучали такие известные музыканты, как Бадди Рич, Стив Гэдд, Ник Цероли, Джефф Поркаро и Луи Беллсон.

## Музыкальная карьера
Профессиональную карьеру начал в 18 лет в качестве ударника группы Rhoads во главе с вокалистом Келли Роадсом, братом покойного Рэнди Роадса. Ник записал с группой альбом Into the Future, выпущенный в Европе. Rhoads некоторое время гастролировали вместе с группой Foghat.
В дальнейшем, перепробовав музыкальные стили от ритм энд блюза до госпела, фанка и хэви-метала, Менца становится техником барабанщика треш-метал-группы Megadeth Чака Белера. Когда возникла необходимость в новом ударнике (в 1989 году), Менца попросил лидера группы Дэйва Мастейна принять его в состав. Дэйв, приняв во внимание тот факт, что Менца ранее иногда заменял Белера, согласился, и альбом 1990 года Rust in Peace (спродюсированный Майком Клинком) Megadeth записывали уже с новым ударником.
Чуть менее десяти лет Ник Менца играл в Megadeth. Состав группы с ним, Мастейном, Эллефсоном и Фридманом называют «классическим».
В 1998 году Ник испытывает проблемы с коленом. Врачи находят у него опухоль, позже переросшую в доброкачественную и впоследствии удаленную. На время операции Менца был заменен ударником MD.45 Джимми Деграссо. Но после лечения ему не было позволено вернуться в группу. Во многих интервью Ник говорил: «Когда я лежал в больнице, уже оправившись от травмы, мне позвонил Дэйв и сказал: „Нам больше не нужны твои услуги“».
Менца ненадолго вернулся в Megadeth для участия в концертном туре в поддержку альбома The System Has Failed в 2004 году. Но после репетиций был заменен на брата Глена Дровера Шона. По словам Дэйва Ник «не был готов».
Кроме участия в Megadeth Ник также помогал Фридмену в записи сольных альбомов. Вместе они записали три альбома — Scenes, Introduction и True Obsessions.
21 мая 2016 года 51-летний Менца выступал с группой OHM в одном из клубов Лос-Анджелеса. Исполнив три песни, музыкант внезапно почувствовал себя плохо, и упал на сцену. Музыкант умер на месте. По предварительным данным, причиной смерти стал сердечный приступ.

## Дискография

### Rhoads
- 1986 — Into the Future

### Von Skeletor
- 1988 — Injection of Death

### Megadeth
- 1990 — Rust in Peace
- 1992 — Countdown to Extinction
- 1994 — Youthanasia
- 1994 — Nativity In Black (трибьют-альбом; в составе Megadeth)
- 1995 — Hidden Treasures
- 1997 — Cryptic Writings
- 2000 — Capitol Punishment
- 2006 — Arsenal of Megadeth (Видеосборник)
- 2007 — Warchest (Сборник)
- 2008 — Anthology: Set the World Afire (Сборник)
- 2019 — Warheads on Foreheads (Сборник)

### Marty Friedman
- 1992 — Scenes
- 1994 — Introduction
- 1996 — True Obsession

### Menza
- 2002 — Life After Deth

### Memorain
- 2006 — «Reduced to Ashes»

### Orphaned to Hatred
- 2007 — War Plow (EP)

### Deltanaut
- 2011 — Deltanaut (EP)

### Sweet Eve
- 2016 — The Immortal Machine

### Другие проекты
- 1999 — Fireball Ministry — Où est la Rock? (В качестве гостя, треки 1, 2)
- 2018 — Sufosia — Blazing Energy (В качестве гостя, трек 9)